# 小行星4633
小行星4633（4633 Marinbica）是一颗围绕太阳公转的小行星。1988年1月14日，亨利·德波鸿诺在拉西拉天文台发现了此天体。
这颗小行星的绝对星等为62.53377等。